# Louis-Jean Guyot
Louis-Jean Guyot, (ur. 7 lipca 1905 w Bordeaux, zm. 1 sierpnia 1988 w Bordeaux), francuski duchowny katolicki, kardynał, arcybiskup Tuluzy. 

## Życiorys
Po ukończeniu studiów prawniczych wstąpił do seminarium duchownego i 29 czerwca 1932 roku przyjął święcenia kapłańskie. Po krótkiej pracy duszpasterskiej w dzielnicy robotniczej swego rodzinnego miasta został wysłany do Rzymu na studia teologiczne na Angelicum. Po powrocie do Francji był duszpasterzem młodzieży oraz kapelanem szkoły wojskowej. Na polecenie swojego biskupa zorganizował też seminarium duchowne dla spóźnionych powołań. 18 marca 1949 roku został biskupem tytularnym Helenopolis in Palaestina oraz biskupem pomocniczym koadiutorem z prawem następstwa w diecezji Coutances. Rok później, 8 kwietnia 1950 roku, został ordynariuszem Coutances. Uczestniczył w obradach Soboru Watykańskiego II i wniósł istotny wkład w powstanie dokumentu o posłudze i życiu kapłanów. 28 kwietnia 1966 roku został arcybiskupem Tuluzy, a 5 marca 1973 roku Paweł VI wyniósł go do godności kardynalskiej z tytułem prezbitera Sant’Agnese fuori le mura. 16 listopada 1978 roku złożył rezygnację z zarządzania archidiecezją Tuluzy. Uczestnik obu konklawe w 1978 roku. Zmarł w Bordeaux, pochowany w archikatedrze metropolitalnej w Tuluzie. 